# Об историческом единстве русских и украинцев
«Об историческом единстве русских и украинцев» (укр. «Про історичну єдність росіян та українців») — публицистическая статья президента России Владимира Путина, размещённая на сайте Кремля 12 июля 2021 года.
Статья, предложенная аудитории одновременно на русском и украинском языках, состоит из краткой авторской версии истории двух народов и анализа сегодняшних отношений Украины и России, и содержит множество манипуляций и ошибочных утверждений. В статье Путин отказал украинцам в праве на национальную идентичность.
Статья собрала в основном негативные оценки как со стороны экспертного сообщества, так и со стороны СМИ.

## История
Создание статьи было анонсировано Владимиром Путиным во время ежегодного мероприятия «Прямая линия с Владимиром Путиным» 30 июня 2021 года, на котором он заявил, что русские и украинцы — один народ, и обещал подробно изложить свою позицию по этому вопросу. Пресс-секретарь Путина Дмитрий Песков сообщил, что в процессе подготовки материала Путин пользовался архивными данными. 12 июля статья с названием «Об историческом единстве русских и украинцев» (укр. «Про історичну єдність росіян та українців») была опубликована на сайте Kremlin.ru на русском и украинском языках. На написание статьи Путину понадобилось 12 дней.

## Основные тезисы
Ключевые положения статьи описываются следующими тезисами:
- Русские, украинцы и белорусы — единый народ со времён Киевской Руси.
- Издавна разные силы пытались стравить наши народы, культивируя идею украинства как враждебную России.
- Украинский национализм создан из-за рубежа.
- Отдельная Украина — результат работы большевиков, которые насаждали украинский язык и «склеили» УССР из разных частей, «ограбив Россию» в соответствии с указаниями Ленина.
- Украинские националисты суть фашисты, поскольку они были коллаборантами во Второй Мировой войне.
- Россия готова была мирно сосуществовать с независимой Украиной после 1991 года.
- Про-европейская и про-НАТОвская Украина после Майдана — ненастоящее государство.
- Однако, одновременно с тем в 2014 году на Украине взяли верх силы, которые под контролем Запада превращали Украину в «анти-Россию».
- Украина не хочет выполнять Минские соглашения, показывая, тем самым, что Донбасс ей не нужен.
- Россия готова строить нормальные отношения с Киевом и не допустит, чтобы Украина была использована против России.

## Общие оценки
Украинский научный институт Гарвардского университета оценил диапазон отзывов на статью как «от глубокой озабоченности до почти неприятия». Некоторые сравнивали статью с оправданием войны. Дискуссии обсуждали вопросы мотивации, побудившей Путина к написанию статьи.

### Политологи
Анализ от Centre for Eastern Studies раскритиковал статью, как ещё один пример реваншизма Путина:
- Хотя представленные в тексте антиукраинские аргументы не новы, их форма и обращения к историческому наследию призваны усилить и оправдать послание Кремля: Россия будет продолжать попытки удержать Украину в своей сфере влияния. Текст содержит фактическую угрозу того, что Беловежские соглашения 1991 года (которые признавали нерушимость границ между бывшими советскими республиками) могут быть признаны недействительными, если Украина не уступит России.
- Статья Путина показывает его привязанность к имперской истории России и её «исторической» судьбе определять судьбу украинского и белорусского народов. Он повторяет основные предположения официальной историографии Российской империи XIX века. Он также ссылается на теории заговора, сформулированные российскими ультраправыми группами, утверждая, что украинская нация была польским (а затем австро-венгерским) антироссийским политическим проектом. Чтобы подтвердить свой основной аргумент, Путин не упоминает события, неудобные для России, и преподносит другие в предвзятой или откровенно искажённой манере. Такая сфальсифицированная «общая история» призвана легитимизировать влияние России на украинское общество, чтобы исправить ошибки, допущенные «марионеточным» правительством в Киеве.
- Содержит явные угрозы в адрес Киева, намекая, что антироссийская политика Киева подвергает Украину риску потери государственности. Угрозы в основном формулируются с учётом западной аудитории. Это делается в контексте предстоящих выборов в Германии и нынешних отношений России с США. Одна из нереалистичных целей Путина состоит в том, чтобы отговорить новое правительство Германии и администрацию Байдена от поддержки территориальной целостности Украины.
- Статья также является посланием руководству и обществу Украины. В статье содержатся обвинения, что Зеленский и его команда служат иностранным правительствам. Статья рисует процветание, которое может возникнуть в результате интеграции Украины с Россией, и осуждает украинских олигархов за разграбление страны. Прилагаются угрозы дальнейшей дестабилизации Украины, если она продолжит курс евроатлантической интеграции, вместе с завуалированным предупреждением о том, что Москва может прибегнуть к военным мерам.
- Текст призван продемонстрировать российскому обществу, что Кремль полон решимости защищать национальные интересы России. На фоне социального недовольства растущими экономическими проблемами, ссылки на имперские обиды, антизападные настроения и образ государства как «осаждённой крепости» — всё это сводится к построению легитимности режима на его великодержавном наследии и ушедшем имперском великолепии.

Политолог Тарас Кузьо оценивает статью как кульминацию российского национализма в своём развитии от понимания украинцев как отдельной, но близкой нации в СССР, к имперскому и белогвардейскому понятию украинцев как русских и украинского языка как диалекта русского.

### Историки
Негативную оценку статья Путина получила в коллективном отзыве Института истории НАН Украины и общественной организации «Likбез. Исторический фронт», где она была охарактеризована как непрофессиональная и нелогичная, содержащая «классическое изложение имперской российской схемы истории».
Канадский историк и политолог Joshua Kroeker оценивает статью как радикальный сдвиг в понимании Кремлём отношений с Украиной. Политолог отмечает, что оспорить утверждения статьи внутри России невозможно, так как правительство взяло на себя власть над историей. У исторических фактов осталось мало шансов против «альтернативной истории» Путина. С переписанной Путиным истории Украины для признающих независимость Украины, для признающих культурные и языковые различия украинцев и русских могут наступить значительные последствия. Украинцы и русские — это не один народ, но власти РФ занимают всё более радикальную позицию, что Украины, её народа, её культуры и языка не существует. Путин идёт ещё дальше и начинает стирать границы между Россией и Украиной, границы между реальностью и воображением, между международным правом и идеологией.
Исключительно негативные оценки ряда современных историков в адрес утверждений, содержащихся в статье, приводит в своей подборке Русская служба Би-Би-Си.
Так, украинский историк и общественный деятель Александр Алфёров называет утверждение Путина о «единстве народов — русских, украинцев и белорусов — наследников Древней Руси» «нахальной манипуляцией, возникшей на границе XIX и XX веков и активно поддерживаемой во времена советской оккупации Украины» как доказательство того, что три основные народа СССР являются одним целым и вместе составляют «славянское ядро Советского Союза». Доктор исторических наук Юрий Шаповал называет эту концепцию «идеологемой, выдуманной в угоду „братской дружбе“, в частности, в угоду празднованию 300-летия воссоединения Украины и России». Шаповал утверждает, что «серьёзные профессионалы относятся к этому тезису довольно критично, а Путин и его окружение просто политизируют этот тезис и таким образом превращают историю в инструмент для достижения их цели» — «нового Переяслава», «аншлюса Украины».
Тезис о том, что «большевики и Россия помогли создать Украину», российский историк Константин Ерусалимский охарактеризовал как мечту идеологов — от имперских шовинистов до панславистов. Ведомый этой мечтой, Путин обвиняет представителей национального возрождения в корыстном преследовании «своих интересов», грубо упрощает языковые и этнические процессы, снимает с Российской империи и Советского Союза ответственность за этнические манипуляции и преследования по национальному признаку. «Взгляды Путина — смесь невежества и агрессии. Задача его рассказа о событиях XIX — начала XXI в. в том, чтобы заявить права нынешней России, а по сути — лично автора статьи и его окружения, на прошлое и настоящее Украины».
Историк и политолог Тарас Кузьо отмечает, что статья Путина вышла вскоре после публикации Стратегии национальной безопасности, и оба материала наполнены конспирационными представлениями и паранойей, типичными для взглядов на мир агентов КГБ СССР и ФСБ РФ.
По словам доктора исторических наук Алексея Миллера, исторические изложения Путина о единстве восточных славян являются продолжением политических и исторических парадигм Российской империи в духе С. С. Уварова и Н. Г. Устрялова. Миллер считает, что историческая часть статьи Путина находится «в колее» «интеллектуальных тем», что Миллер оценивает негативно.
По мнению некоторых историков, Путин повторил ту же риторику, которую Гитлер использовал в «Майн кампф», автобиографии диктатора и политическом манифесте. Книга Гитлера была полна искажённой истории об утраченном величии Германии, глобальных заговорах, подрывающих мощь Германии, и оправданиях завоевания другой группы людей. «Как и фюрер, президент России оплакивает трагедию, постигшую его родину, бывшую империю, и он тоже хочет повернуть время вспять», — пишет Ави Гарфинкель, репортёр израильской газеты Haaretz. Возможно, это одна из самых тревожащих связей между Путиным и Гитлером.
Профессор истории Сергей Радченко из университета Джонса Хопкинса охарактеризовал статью как «абсолютно невменяемую». Историк Тимоти Снайдер назвал эссе странным и исторической неразберихой, которая скрывает кризис российской идентичности. Позже, после начала полномасштабного вторжения РФ в Украину, Снайдер заключил, что риторика Путина открыто геноцидальная. Историк Виктор Осминин указывает на большое количество логических ошибок и недостаточную аргументацию выдвигаемых Путиным тезисов.

### Политики
На следующий день после публикации статьи президент Украины Владимир Зеленский посетовал на то, что президент Путин нашёл время на работу над статьёй, но не нашёл его на то, чтобы встретиться с ним, и заявил, что тезис Путина о «братских народах» напоминает ему историю Каина и Авеля. 28 июля в видеообращении к украинцам по случаю Дня крещения Руси, именуемого на Украине «Днём крещения Киевской Руси — Украины», Зеленский заявил, что великий киевский князь Владимир «окрестил Киевскую Русь — Украину. Это не часть нашей истории, это и есть наша история. Нам не нужно доказывать это историческими трактатами, работами, статьями». По мнению Зеленского, Киевская Русь является матерью истории лишь Украины: «24 области Украины и полуостров Крым — её родные дети, и они по праву её наследники. А двоюродным племянникам и очень дальним родственникам не нужно притязать на её наследство и пытаться доказать свою причастность к истории тысячи лет и тысячи событий, находясь от мест, где она произошла, за тысячи километров».
Пятый президент Украины Пётр Порошенко, лидер политической партии «Европейская солидарность», написал в польской газете Gazeta Wyborcza, что «статья Путина об „одном народе“ полна традиционных российских фейков и нездоровых амбиций завладеть Украиной и является моментом истины для Запада и Украины, чтобы понять, какой должна быть правильная реакция на российские притязания».

### Социология

#### Украина
Социолог Alasdair McCallum пишет, что статья говорит об империалистических планах Путина в отношении Украины.
Украинская социологическая группа «Рейтинг» 23—25 июля 2021 года провела телефонный опрос среди населения Украины в возрасте от 18 лет (за исключением временно оккупированных территорий Украины). Опрашиваемым, в частности, был задан вопрос: «Недавно президент России Путин заявил, что „русские и украинцы — один народ, который принадлежит к одному историческому и духовному пространству“. Согласны ли вы с этим?». Большинство респондентов (55 %) не согласилось с заявлением Путина, тогда как 41 % с ним согласны. На востоке, а также среди прихожан УПЦ МП с мнением Путина согласны более 60 % опрошенных. Среди жителей Западного региона, наоборот, более 70 % не согласны с ним. Жители центральной Украины также скорее не считают себя единой нацией с россиянами - там против путинского тезиса выступили 60% опрошенных, а согласились с ним 36%. В южных областях Украины с тезисом о «едином народе» соглашаются 56% опрошенных, 40% - отвергают его. Респондентов также спросили, считают ли они Украину исторической преемницей Киевской Руси. Большинство (75%) ответило положительно. Россию же таковой считают лишь 8%.
Кроме того, в этой статье Путин писал, якобы, что территория современной Украины в значительной мере создавалась за счёт территорий «исторической России», в результате чего Россия фактически была «ограблена».С этим мнением согласны ещё меньше граждан Украины ㅡ лишь 7%. В то же время 76% с ней не согласились, и ещё 17% ㅡ не определились.
Также, с заявлением о том, что для существования отдельного украинского народа нет исторической основы, не согласились 70 % респондентов, 12,5 % ㅡ согласились, а 17 % ㅡ не определились.

#### Россия
В России опросов по данному вопросу не проводилось.

### СМИ
| Издание                                     | Статья                                                                                  | Реакция на статью |
| ------------------------------------------- | --------------------------------------------------------------------------------------- | ----------------- |
| Печат (Сербия)                              | «Киев, или жизнь в параллельной реальности»                                             | Положительная     |
| «Jiji Press» (Япония)                       | «Статья Путина о „едином народе“ нацелена на раскол Украины»                            | Негативная        |
| «Dagens Nyheter» (Швеция)                   | «Исторические выкладки Путина об Украине вызывают смех и беспокойство»                  | Негативная        |
| «Dennik N» (Словакия)                       | «„Мы один народ“, — сказал Путин украинцам. Почему это важно и для Словакии»            | Негативная        |
| «Frankfurter Allgemeine Zeitung» (Германия) | «Мы один народ»                                                                         | Негативная        |
| «Polskie Radio» (Польша)                    | «Историк о статье Путина: смесь великодержавного погромничества и советской пропаганды» | Негативная        |
| «Tygodnik TVP» (Польша)                     | «Отдавали ли в СССР предпочтение украинцам, ущемляя русских, как утверждает Путин?»     | Негативная        |
| «El Pais» (Испания)                         | «Игра Путина с культурами и границами»                                                  | Негативная        |
| «The Wall Street Journal» (США)             | «Почему Путин по-прежнему добивается Украины»                                           | Негативная        |
| «Project Syndicate» (США)                   | «Опасный путинский нарратив об Украине»                                                 | Негативная        |
| «Atlantic Council» (США)                    | «Мир не может закрывать глаза на путинскую одержимость Украиной»                        | Негативная        |
| «Washington Examiner» (США)                 | «Расшифровываем путинскую угрозу Украине»                                               | Негативная        |

## Экспертные оценки отдельных положений статьи

### Древнерусская общность и православие как объединяющий фактор
Старший научный сотрудник Института славяноведения РАН Кирилл Кочегаров считает, что Путин ошибается, перенося взгляды составителей древнерусских летописей на всё общество того времени. По его словам, в летописной традиции домонгольского периода понятие «Русь» распространялось прежде всего на Среднее Поднепровье с центром в Киеве, но по мере распада и дезинтеграции этого региона словом «Русь» постепенно стали называть все восточнославянские земли. Книжники действительно отождествляли жителей своих земель с Русью и называли себя (и их тоже) «русскими людьми», хотя происходило это не тогда, когда восточные славяне были политически едины, а наоборот, с началом раздробленности. Историки, однако, не располагают данными о мировоззрении и представлениях простого народа, как и о соотношении между локальными идентичностями, существовавшими в отдельных княжествах, и общерусской идентичностью.
Доктор исторических наук, профессор социокультурного отделения РГГУ Константин Ерусалимский называет неверным представление Путина о населении Древней Руси как о говорившем по преимуществу на одном языке, поскольку не только «другие племена», населявшие Киевскую Русь, говорили со славянами на своих языках, но и сами «славянские» на пространстве «от Ладоги, Новгорода, Пскова до Киева и Чернигова», по его словам, говорили и писали на разных русских языках. Представление Путина, что после крещения Руси славяне и другие племена были объединены «одной православной верой», Ерусалимский называет «школьной» ошибкой, поскольку крещение, по его словам, приобщило Русь не к православию, а к единому вселенскому христианству, поскольку оно произошло до разделения церквей (1054). По его словам, даже в XVIII—XIX веках в ряде регионов Украины и на большей части России православие не являлось основной конфессией — к тому же, между киевским и московским изводом православия существовали глубокие различия.

### Положение православного населения в Великом Княжестве Литовском и Речи Посполитой
Доктор исторических наук Андрей Зубов согласен с Путиным в том, что в основе разделения трёх народов — великорусов, украинцев и белорусов — лежит разная судьба, сложившаяся у различных регионов Древней Руси в XIV веке: восточная часть Руси осталась под властью Орды, а западная была освобождена литовскими князьями после победы князя Ольгерда над Ордой при Синих Водах в 1362 году. В результате было создано литовско-русское государство. Именно тогда и началось формирование украинского и белорусского народов, отличавшихся от великороссов, по мнению Зубова, ориентацией на европейские нормы и ценности того времени — университетское образование, цеховую самоорганизацию ремесленников, Магдебургское право городского самоуправления. Именно поэтому, считает Зубов, Украина стала другой, как и Белоруссия — более западной по своим ценностям.

### Переяславская Рада и воссоединение Украины с Россией
Как отмечается в редакционном комментарии к интервью Кирилла Кочегарова на сайте Meduza, представление о том, что Переяславская Рада воссоединила Украину с Россией, было типично для советской исторической науки. Путин, воспроизводя в своей статье этот тезис, фактически немного меняет его: по его словам, не Украина воссоединилась с Россией, а отпавшие русские земли вернулись в состав большого общего государства. Историк подтверждает, что движение Богдана Хмельницкого было действительно массовым. Более того — по его словам, в это время стала популярной идеология единства всех восточных славян, разработанная киевским духовенством и активно использовавшаяся гетманами и казачьими лидерами: «Она декларировала право династии Романовых на наследие Рюриковичей (то есть на всю территории Киевской Руси), конфессиональное единство (православие) и, в меньшей мере, этническое родство».
Константин Ерусалимский считает, что, заявляя о том, что население новоприсоединённых к России земель в 1667 году воссоединилось «с основной частью русского православного народа», Путин «выдаёт желаемое за действительное», поскольку, по его словам, население Центральной Украины не считало себя «малой» или «вторичной» частью своей «основной части».

### Малороссия против Украины
По словам Путина, со вхождением в состав Русского государства Киева и левобережья Днепра за этой областью утвердилось название «Малая Русь» (Малороссия), а её жители стали именоваться малороссами. Название же «Украина» первоначально использовалось в значении «пограничная земля», а «украинцами» называли пограничных служилых людей, в задачи которых входила защита внешних рубежей. Как утверждается в редакционном комментарии к интервью Кирилла Кочегарова на сайте Meduza, Путин таким образом стремится доказать, что отдельный от русского украинский народ — это поздний «вымысел», что слово «Украина» не имело жёсткой географической и тем более этнокультурной привязки, а слово «Малороссия» якобы исторически «более корректно».
Как поясняет историк, название «Украина» действительно имеет «окраинную» этимологию, но к середине XVII века Украина была уже не просто географической областью, а территорией, населённой людьми со своим социальным укладом — казаками. Закрепившись в польском языке, название «Украина» с конкретным значением было заимствовано русским языком и как обозначение казацких земель Среднего Поднепровья могло употребляться в официальных документах, наряду с названием «Малая Россия», которое также использовалось и в официальном делопроизводстве, и в публицистике казацких гетманов. При Петре I названия «Украина (левобережная)» и «Малая Россия» использовались уже как синонимы.

### Украинский народ — вымысел
Ключевой тезис Путина, который он повторяет многократно и вокруг которого строится вся его историческая концепция, что украинскую идею продвигают внешние силы и что теория «украинства» было выдумана лишь в конце XIX века — не соответствует действительности по мнению историка Кирилла Кочегарова. Он указывает, что подобные теории существовали и раньше. Уже в конце XVII — начале XVIII века в казацкой элите была распространена «хазарская теория», согласно которой казаки — это потомки хазар («козар») и никакие не славяне. Это оказывало определённое влияние на их самосознание и укрепляло представления о её особости.

### Анти-Россия
В конце статьи Владимир Путин восемь раз упомянул проект «анти-Россия», который, по его мнению, Запад пытается реализовать на территории Украины. Именно проектом «анти-Россия» Путин объясняет войну на востоке Украины. Впервые термин «проект "анти-Россия"» появился в 2011 году и касался Грузии и президента Михаила Саакашвили. 2 октября 2012 года на сайте журнала «Однако» вышла колонка Льва Вершинина «США нужна анти-Россия. А никаких Украин не надо». За следующие девять лет Вершинин написал десятки материалов о проекте «анти-Россия» в разных изданиях и в своем «Живом Журнале». По мнению редакции BBC, с тех пор история проекта «анти-Россия» прочно закрепилась в российских СМИ и в итоге получила статус исторического факта, по крайней мере после публикации на сайте Кремля. 

## Использование для оправдания агрессии РФ
В октябре 2021 года под предлогом учений Россия стала собирать свои войска у границ Украины.
Статья 2022 года журнала Швейцарской высшей технической школы Цюриха анализирует контекст вторжения России на Украину. Автор — учёный-политолог отмечает, что написанное Путиным в его статье означает принятие самим президентом националистической доктрины «Великой России». В своём выступлении о признании ДНР и ЛНР, непосредственно предшествовавшем вторжению, Путин повторяет утверждения о том, что Украина «создана Россией, точнее большевистской, коммунистической Россией», путём «отторжения» от России части её неотъемлемой территории. Путин сконструировал исторический распад русского народа как насильственный процесс, произошедший под влиянием извне, и завершившийся «геноцидом» последних восьми лет. Таким образом, Путин создал оправдание для российской агрессии как контрнасилия и расплаты в ответ на долгую историю несправедливостей по отношению к России.

## Первоисточник
- Статья Владимира Путина «Об историческом единстве русских и украинцев». Официальный сайт Президента Российской Федерации (12 июля 2021). Дата обращения: 13 июля 2021. Архивировано 13 июля 2021 года.
- Стаття Володимира Путіна «Про історичну єдність росіян та українців» (укр.). Официальный сайт Президента Российской Федерации (12 июля 2021). Дата обращения: 13 июля 2021. Архивировано 13 июля 2021 года.